# Parti national monarchiste
Le Parti national monarchiste (Partito nazionale monarchico, PNM) est un ancien parti politique italien, fondé en juin 1946 par la fusion de petits mouvements monarchistes rassemblés au sein de la Concentration nationale démocratique libérale.
Fort d'une assise électorale non négligeable et d'un certain nombre d'élus locaux, le PNM obtint des scores importants lors des élections politiques italiennes, culminant à 6.9 % des voix aux élections de 1953, arrivant en quatrième position avec 40 députés.
Très affaibli par une scission conduite en 1954 par le maire de Naples Achille Lauro, qui fonde le Parti monarchiste populaire, le PNM perd plus de la moitié de son électorat. En 1959, les deux partis fusionnent au sein du Parti démocratique italien, devenu en 1961 le Parti démocratique italien d'unité monarchiste, qui est à son tour absorbé par le Mouvement social italien – Droite nationale en 1972.